# Myosorex cafer
Myosorex cafer là một loài động vật có vú trong họ Chuột chù, bộ Soricomorpha. Loài này được Sundevall mô tả năm 1846.